# بيبا بلاك
بيبا بلاك (بالإنجليزية: Pippa Black)‏ هي ممثلة أسترالية ولدت في يوم 16 أكتوبر 1982 في ملبورن في أستراليا، مثلت دور إيلي روبنسون في مسلسل جيران ومثلت دور تونيا الاستعانة بمصادر خارجية من سنة 2010 إلى سنة 2011.

## وصلات خارجية
- بيبا بلاك على موقع IMDb (الإنجليزية)
- بيبا بلاك على موقع ألو سيني (الفرنسية)
- بيبا بلاك على موقع تيرنر كلاسيك موفيز (الإنجليزية)
- بيبا بلاك على موقع أول موفي (الإنجليزية)
- بيبا بلاك على موقع قاعدة بيانات الفيلم (الإنجليزية)
- بيبا بلاك على موقع كينوبويسك (الروسية)

- بيبا بلاك على قاعدة بيانات الأفلام على الإنترنت